# Посольство Японии в Польше
Посольство Японии в Польше (пол. Ambasada Japonii w Polsce) — японское дипломатическое представительство, расположенное в Варшаве, Польша.
Должность Чрезвычайного и Полномочного Посла с ноября 2020 года занимает кадровый японский дипломат Акио Миядзима.

## История
Дипломатические отношения между Польшей и Японией были установлены 22 марта 1919 года.
В 1941 году дипломатические отношения между странами были разорваны и возобновлены только в 1957 году.
Первым послом Японии в Польше был Тосицунэ Каваками (яп.  川上 俊彦 ― Kawakami Toshitsune) (1921―1923).